# Wszechstronny konkurs konia wierzchowego

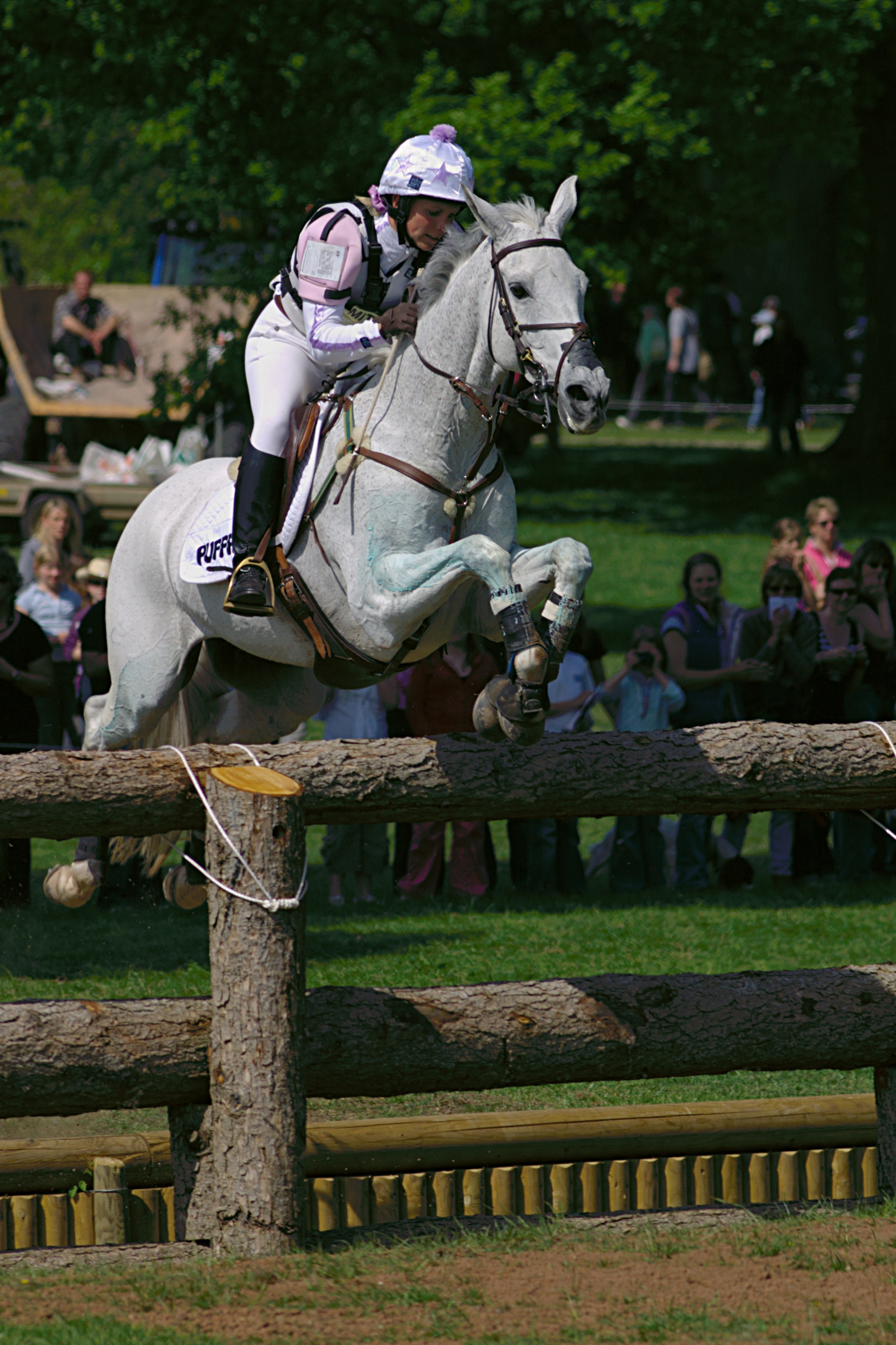

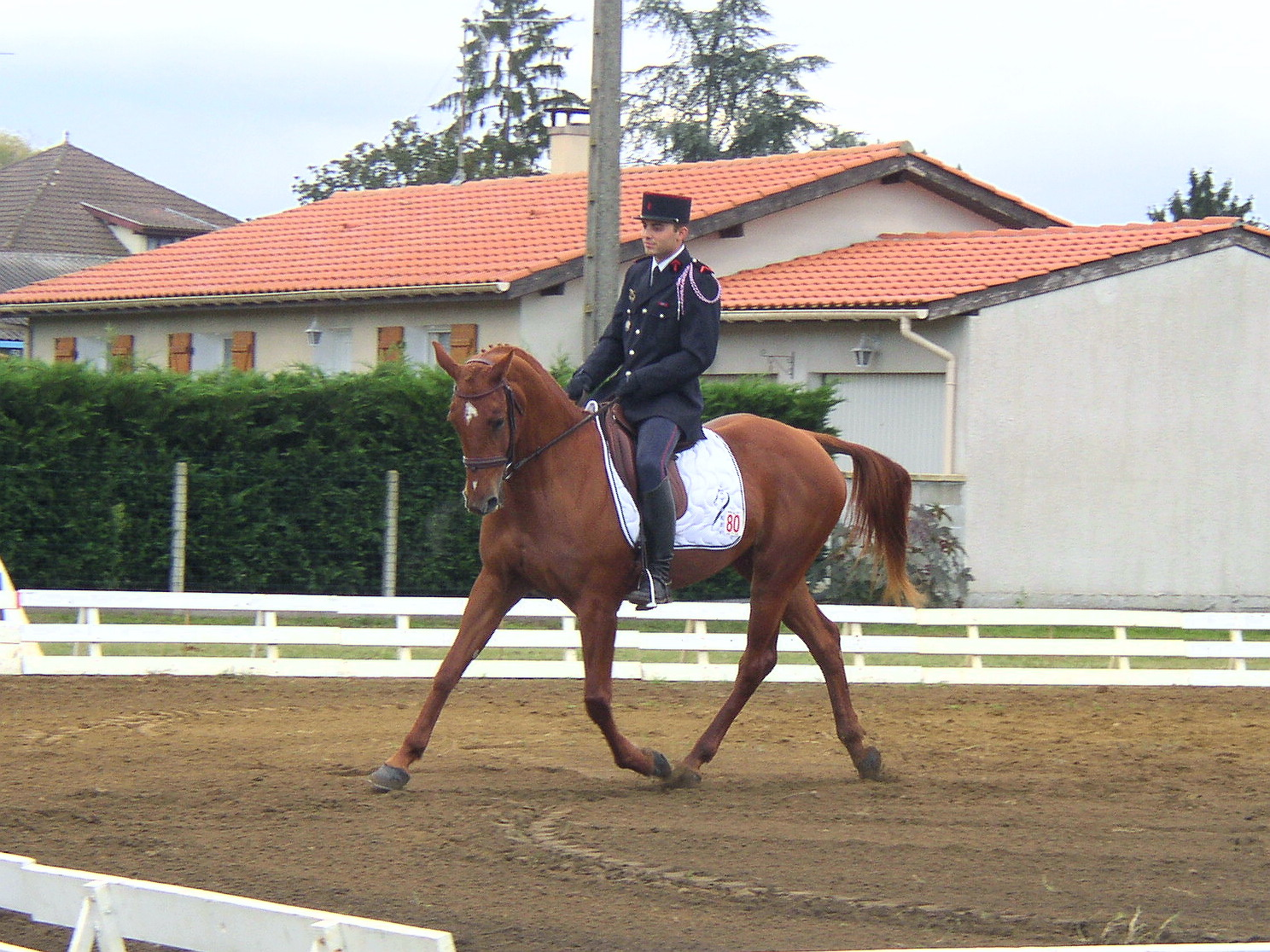
Ujeżdżenie – dzień 1.

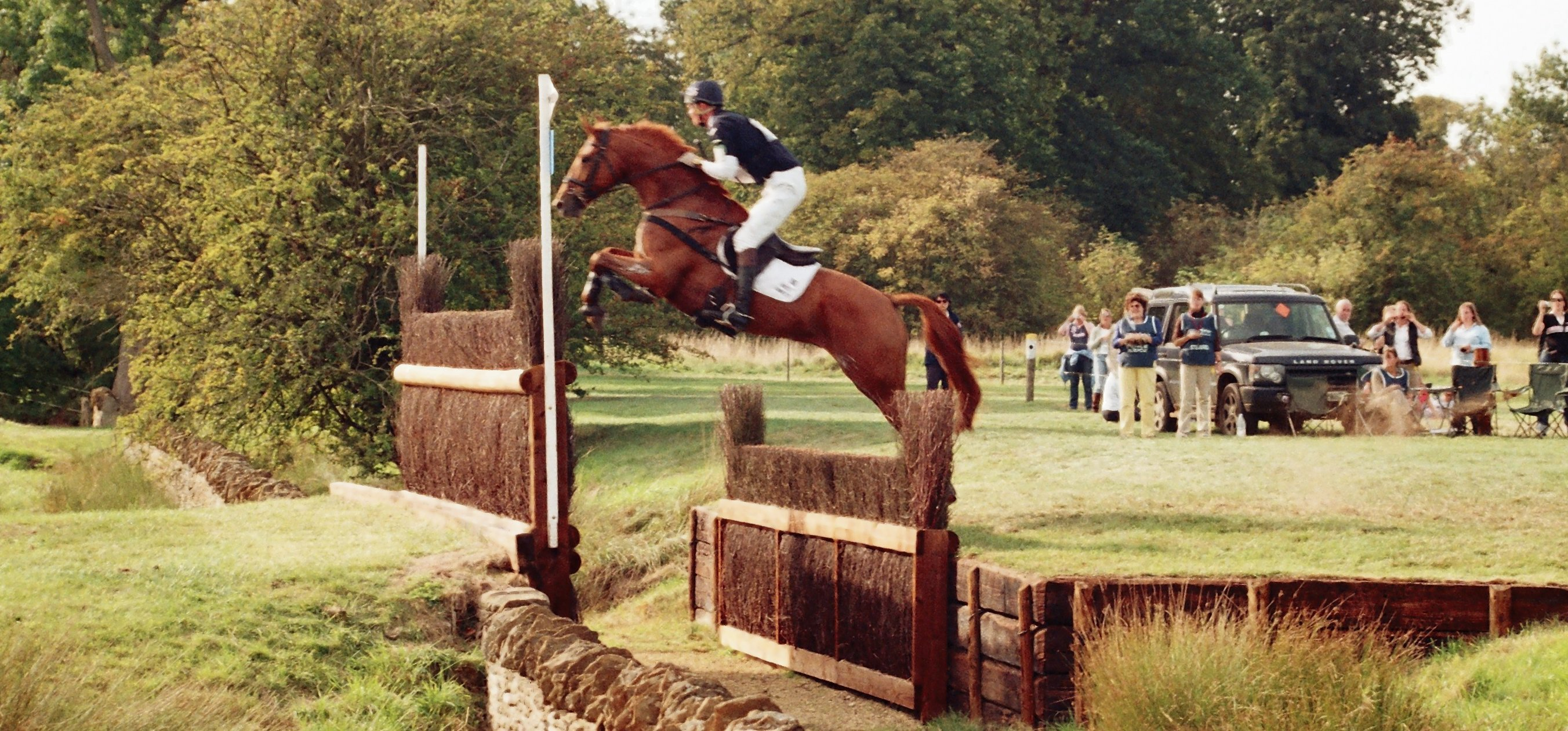
Próba terenowa – dzień 2.

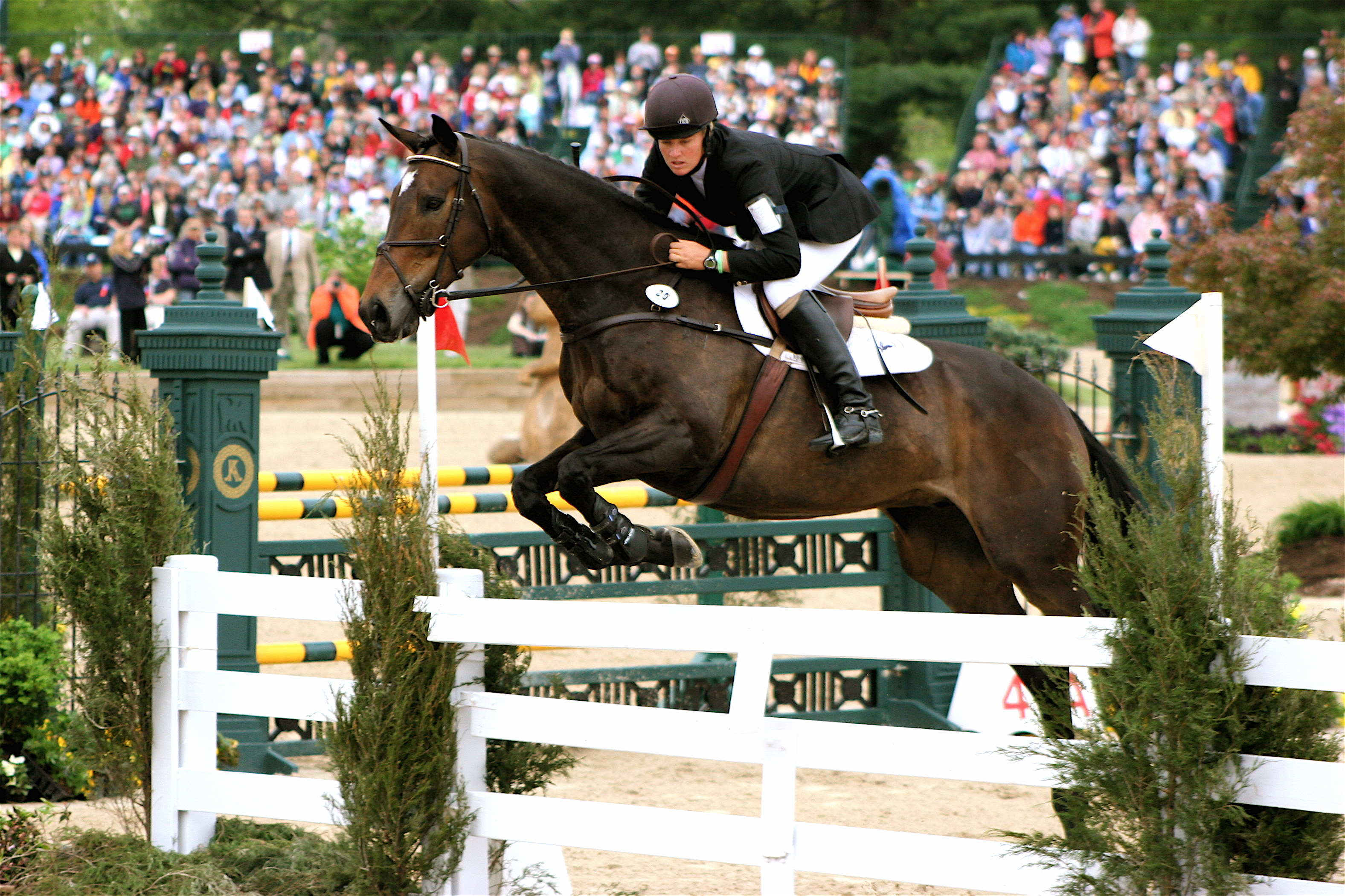
Parkur – dzień 3.

Wszechstronny konkurs konia wierzchowego (WKKW) – olimpijska konkurencja jeździectwa, jeden z najbardziej widowiskowych sportów konnych wspierany przez Międzynarodową Federację Jeździecką (FEI). Jest wszechstronnym sprawdzianem konia i jeźdźca, wymagającym dużego doświadczenia.
Zawody odbywają się najczęściej w czasie trzech dni, podczas których przebiegają trzy różne próby sprawności jeźdźca i konia.

## Historia
Współzawodnictwo podobne do współczesnego WKKW wywodzi się z tradycji wojskowej i znane było już przed 1902 rokiem, gdy w Paryżu rozegrano pierwszy taki konkurs. Składał się z kilku etapów: ujeżdżenia, steeplechase, biegu z przeszkodami, terenowego biegu płaskiego i konkursu skoków. Celem tych zawodów było zademonstrowanie zdolności, wytrzymałości i szybkości koni, jak również ich elegancji, a także zgrania konia z jeźdźcem. Po raz pierwszy zawody zostały rozegrane jako konkurencja olimpijska w roku 1912 w Sztokholmie, lecz do roku 1924 mogli w nich brać udział tylko oficerowie wojskowi w czynnej służbie. Zawodnicy cywilni zostali dopuszczeni w roku 1956. Kobiety zaczęły startować w zawodach w roku 1964 i współzawodniczą z mężczyznami.

## Rozgrywanie zawodów
Zawody WKKW są najpełniejszym sprawdzianem umiejętności jeźdźca i konia. Mogą być rozgrywane podczas jednego, dwóch lub trzech dni. Podczas zawodów, należy pokonać wszystkie trzy próby z jak najmniejszą liczbą punktów karnych; bonifikacyjne punkty z próby ujeżdżenia są odpowiednio przeliczane. Wynik każdej próby ma duże znaczenie w wyłanianiu zwycięzcy, jednak najczęściej decydującą jest próba terenowa. Podczas trwania zawodów, konie poddawane są dokładnym badaniom weterynaryjnym, od których wyniku zależy dopuszczenie do kolejnych prób. Badania te są bardzo istotne; ostatnie z badań nazywane jest nawet przez zawodników „czwartą próbą”.

### Próba ujeżdżenia
Próba ujeżdżenia rozgrywana jest zgodnie z zasadami konkursu ujeżdżenia obowiązującego w danej klasie. Polega na wykonaniu odpowiednich figur na tzw. dużym czworoboku. Jeden do trzech sędziów ocenia precyzję i elegancję wykonania figur (w skali od 0-10), posłuszeństwo konia, jego sposób poruszania się w stępie, kłusie i galopie, a także dosiad i działanie pomocy jeźdźca.

### Próba terenowa
Próba terenowa, zwana crossem (ang. cross country) – bieg rozgrywany w urozmaiconym terenie z przeszkodami stałymi. Próba ta ma na celu sprawdzenie szybkości, wytrzymałości i możliwości skokowych konia. Długość trasy, tempo jej pokonania i liczba przeszkód zależą od klasy zawodów. Przeszkody dzielą się na przeszkody terenowe pojedyncze, przeszkody złożone z kilku członów lub przeszkody z alternatywami (możliwe jest pokonanie łatwiejszej przeszkody, lecz w dłuższym czasie). Każdy skok jest oceniany przez sędziów, a czas przebiegu jest mierzony. Upadek jeźdźca lub konia, trzecie nieposłuszeństwo konia powodują eliminację.
Dawniej, próba terenowa składała się z kilku części, były to m.in. „drogi i ścieżki”.

### Próba skoków przez przeszkody
Próba ta jest podobna do konkursów w dyscyplinie skoków przez przeszkody, lecz jej celem jest zdobycie punktów mających wpływ na wynik całych zawodów. Rodzaj toru i wysokość przeszkód zależą od klasy zawodów. Zrzutki na przeszkodach karane są punktami karnymi, lecz szybszy czas przebiegu nie jest istotny, pod warunkiem, że nie zostanie przekroczona norma. Konkurs na parkurze jest sprawdzianem kondycji konia po próbie wytrzymałości.

## Wydarzenia sportowe
Zawodami najwyższej rangi są Igrzyska olimpijskie. Innymi ważnymi imprezami międzynarodowymi są: Mistrzostwa Świata, Puchar Świata, Igrzyska Kontynentalne, Mistrzostwa Kontynentu i Puchar Kontynentu. W Polsce rozgrywa się: Mistrzostwa Polski, Puchar Polski, Zawody Ogólnopolskie Oficjalne, Zawody Ogólnopolskie, Zawody Regionalne, Mistrzostwa Regionalne, Mistrzostwa Polski Młodych Koni.

### Polskie osiągnięcia
- Brązowy medal zespołowo na Igrzyskach Olimpijskich w Amsterdamie w 1928 roku w składzie: Michał Woysym-Antoniewicz, Józef Trenkwald i Karol Rómmel;
- Srebrny medal zepołowo na Igrzyskach Olimpijskich w Berlinie w 1936 roku w składzie: Henryk Leliwa-Roycewicz, Zdzisław Kawecki i Seweryn Kulesza;
- Czwarte miejsce zespołowo na Igrzyskach Olimpijskich w Seulu w 1988 roku;
- Mistrzostwo Europy Mariana Babireckiego na koniu Volt w 1965 roku[3][2].